# Alvia
Onder de naam Alvia exploiteert de Spaanse spoorwegonderneming RENFE regionale hogesnelheidstreinen die van zowel het HSL-netwerk als het reguliere spoorwegnet gebruikmaken. De treinen kunnen rijden op trajecten die zijn geëlektrificeerd met 25kV wisselspanning bij 50Hz op normaalspoor op de AVE-lijnen en op trajecten met 3kV gelijkspanning op breedspoor. Karakteristiek voor de Alvia-treintypes is dat de treinen zonder het wisselen van assen in korte tijd kunnen variëren van spoorwijdte.

## Treinstellen

### RENFE Serie 120

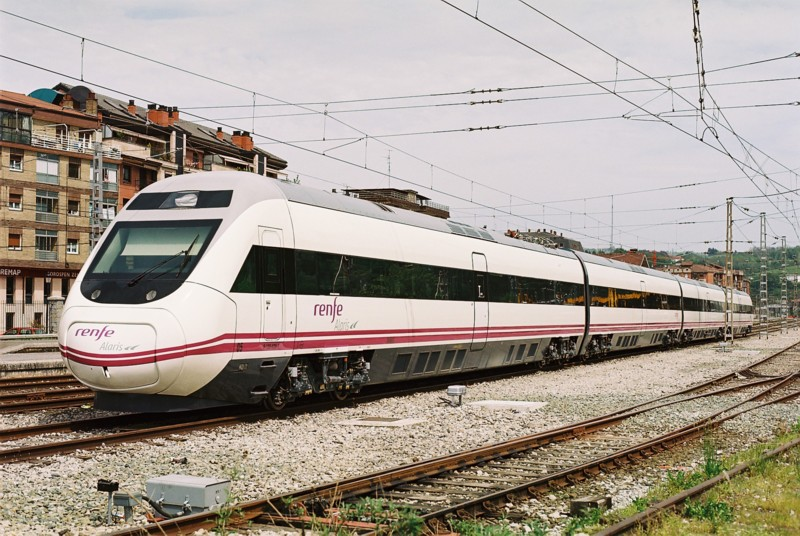
Locomotief van de RENFE serie 120 in Beasain, Gipuzkoa

De RENFE serie 120 bestond oorspronkelijk uit 12 omspoorbare vierdelige hogesnelheidstreinstellen. Door gebruik van het CAF-Bravo-Systeem is omsporen in ongeveer een minuut mogelijk. De twaalf rijtuigen werden geleverd door CAF en Alstom. Acht van de zestien assen worden aangedreven. In 2005 werden 16 treinstellen van dit type door de Renfe bijbesteld
- Aantal: 28
- Topsnelheid: 250 km/h (25kV), 220 km/h (3kV)

### RENFE Serie 121

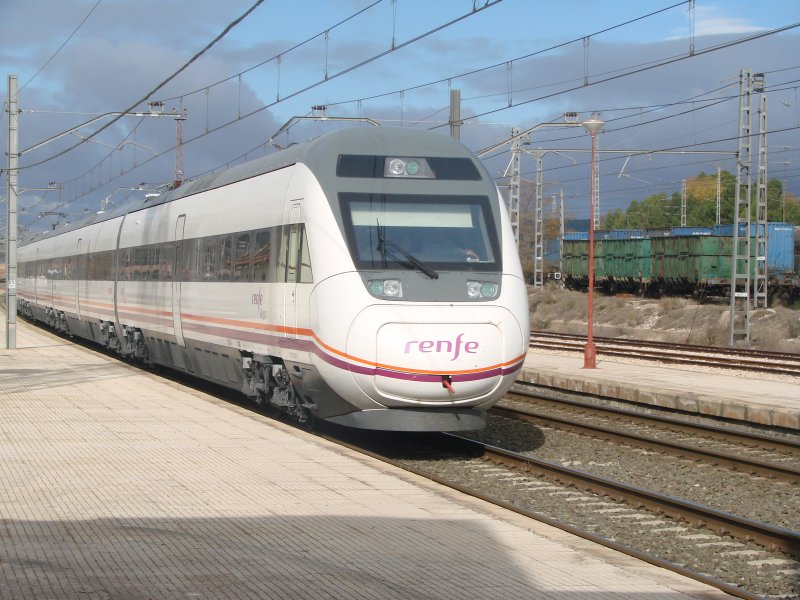
Serie 121 nabij Alicante

De RENFE bestelde in 2004 29 treinen van de serie 121. Deze treinen zijn in essentie gelijk aan de serie 120. Het voornaamste verschil is het ontbreken van een 1e klasse en een speciaal ingericht buffetrijtuig, waardoor er meer zitplaatsen zijn (281 in plaats van 237). De eerste treinen van de serie 121 zijn in januari 2009 in dienst genomen voor middellange afstandstrajecten.
- Aantal: 29
- Topsnelheid: 250 km/h (25kV), 220 km/h (3kV)

### RENFE Serie 130 en 730

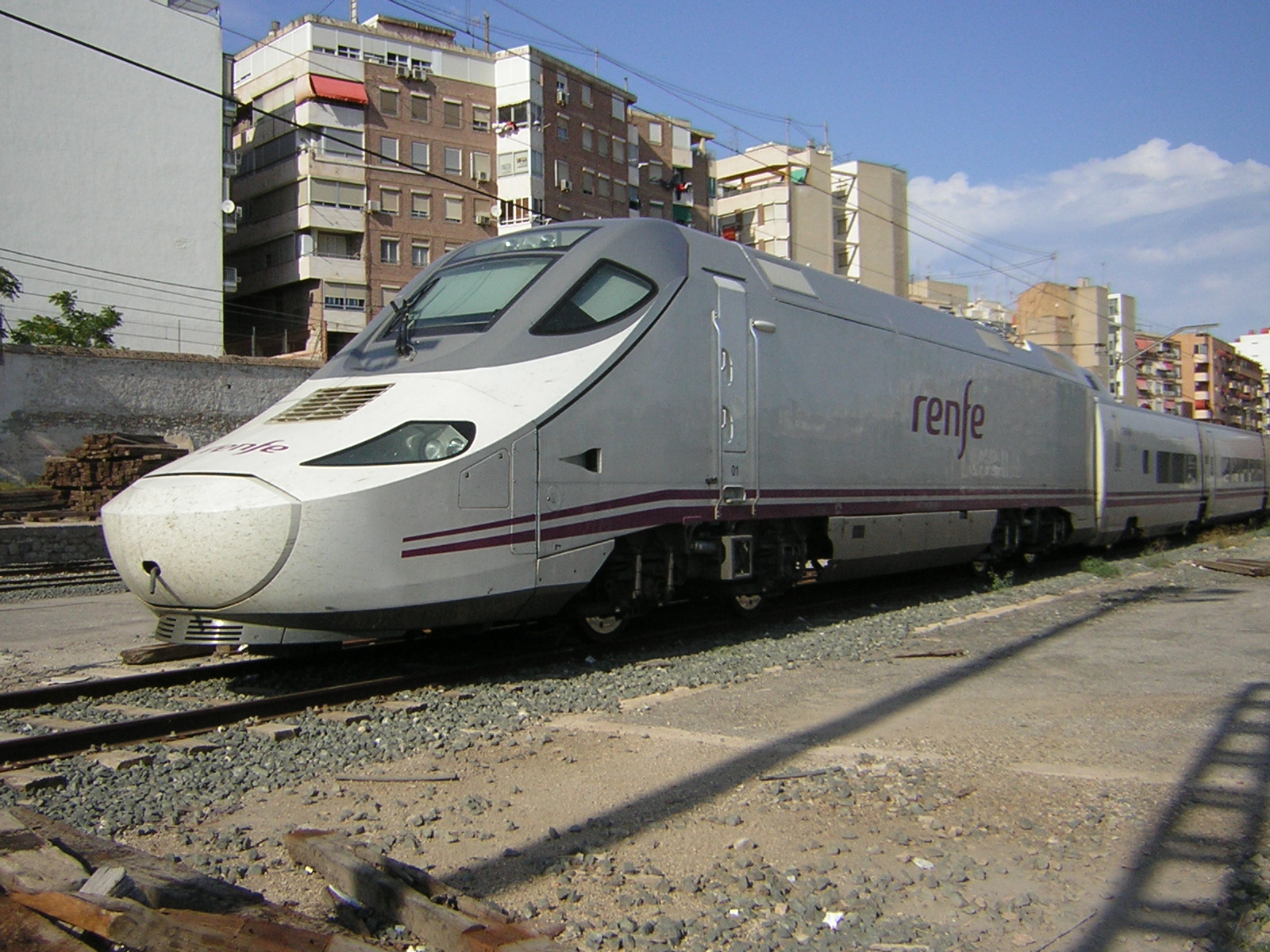
Locomotief van de RENFE serie 130 in Alicante

De RENFE serie 130 en RENFE serie 730 zijn gebouwd door het Spaanse bedrijf Patentes Talgo (Talgo 250) in samenwerking met Bombardier. Ook dit is een omspoorbare hogesnelheidstrein. RENFE wilde deze trein voornamelijk inzetten voor lange afstandstrajecten (zoals Madrid – Ferrol) op het bestaande AVE-netwerk. Omdat deze trein optisch erg lijkt op de Talgo 350 wordt deze trein ook wel "Patito" ('kleine eend') genoemd. Vanaf de ingebruikname van het hogesnelheidstraject Madrid – Valladolid rijden daar per dag 8 treinparen. Ook rijden ze op het breedspoornet van Madrid naar onder meer Santander, Bilbao en Irún.
- Aantal: 45
- Topsnelheid: 250 km/h (25kV), 220 km/h (3kV)

#### Ongeval
Op 24 juli 2013 ontspoorde een Alvia-trein (type 730) nabij Santiago de Compostella. Er kwamen daarbij 79 mensen om het leven en circa 130 mensen raakten gewond.

### RENFE 252 en TH7
Op 12 juli 2013 startte RENFE met exploitatie van de Picasso Alvia-service, bestaand uit RENFE serie 252-locomotieven en 18 TH7-wagons (de Talgo 7).